# Budapest Challenger 2 2000
Il Budapest Challenger 2 2000 è stato un torneo di tennis facente parte della categoria ATP Challenger Series nell'ambito dell'ATP Challenger Series 2000. Il torneo si è giocato a Budapest in Ungheria dal 28 agosto al 2 settembre 2000 su campi in terra rossa.

## Vincitori

### Singolare
Diego Moyáno ha battuto in finale  Vasilīs Mazarakīs con il punteggio di 6–3, 6–0

### Doppio
Sergio Roitman /  Andrés Schneiter hanno battuto in finale  David Miketa /  David Škoch con il punteggio di 6–3, 6–3